# 38
 Тази статия е за 38-ата година от новата ера.  За числото 38 вижте 38 (число).  За други значения вижте 38 (пояснение).
38 (тридесет и осма) година е обикновена година, започваща в сряда по юлианския календар.

## Събития

### В Римската империя
- Втора година от принципата на Гай Цезар Германик Калигула (37-41 г.)
- Консули на Римската империя са Марк Аквила Юлиан и Публий Ноний Аспренат.
- Суфектконсули стават Сервий Азиний Целер и Секст Ноний Квинтилиан.
- Александрийски погром в Римската империя.
- Преторианският префект Макрон е избран за следващ префект на Египет, но скоро е арестуван и принуден да се самоубие заедно със съпругата си Ения Трасила.[1]
- Друзила, сестра на императора, умира. Калигула я обожествява (23 септември) и се отдава на ексцентрично поведение по време на посещение в Кампания. Той построява мост от лодки през залива на Бая, за да може да язди кон върху него по време на празненства.[1]
- Калигула се жени за Лолия Павлина.
- Префектът на Египет Авъл Авилий Флак e арестуван, върнат в Италия и наказан със заточение.[1]
- Стах става втори епископ на Византион.
- Започва строителството на акведуктите Анио Новус и Аква Клавдия.[2]

### В Тракия
- На трона на клиентското на Рим одриско царство се възкачва Реметалк III, който управлва заедно с Питодора II.

## Родени
- Луций Калпурний Пизон Фруги Лициниан, римски сенатор († 69 г.)

## Починали
- 10 юни – Друзила, римска матрона (родена 18 г.)
- Артабан II, владетел на Партия от династията на Арсакидите
- Реметалк II, одриски цар
- Квинт Невий Корд Суторий Макрон, командир на преторианската гвардия (роден 21 г. пр.н.е.)
- Марк Юний Силан, римски политик и зет на император Калигула (роден 28 г. пр.н.е.)
- Гай Рубелий Бланд, римски политик